# Браславська ікона Божої Матері
Браславська ікона Божої Матері, також Ікона Божої Матері Володарки озер — одна з християнських святинь Білорусі. Зберігається в головному вівтарі церкви Різдва Пресвятої Богородиці у м. Браслав, Вітебської області.

## Історія
На території Браславської парафії існував православний монастир, який виник у XV столітті як фундація вільнюського воєводи Альберта Монивида на острові в Неспішському озері. У 1596 році монастир перейшов на Унію і в 1623 році став власністю монахів-василіян. Тут, за три кілометри від Браслава, була чудотворна ікона Божої Матері, особливо шанованої вірними, якій вірні віддавали шану під час свята, яке також називають святом Матері Божої Монастирської.

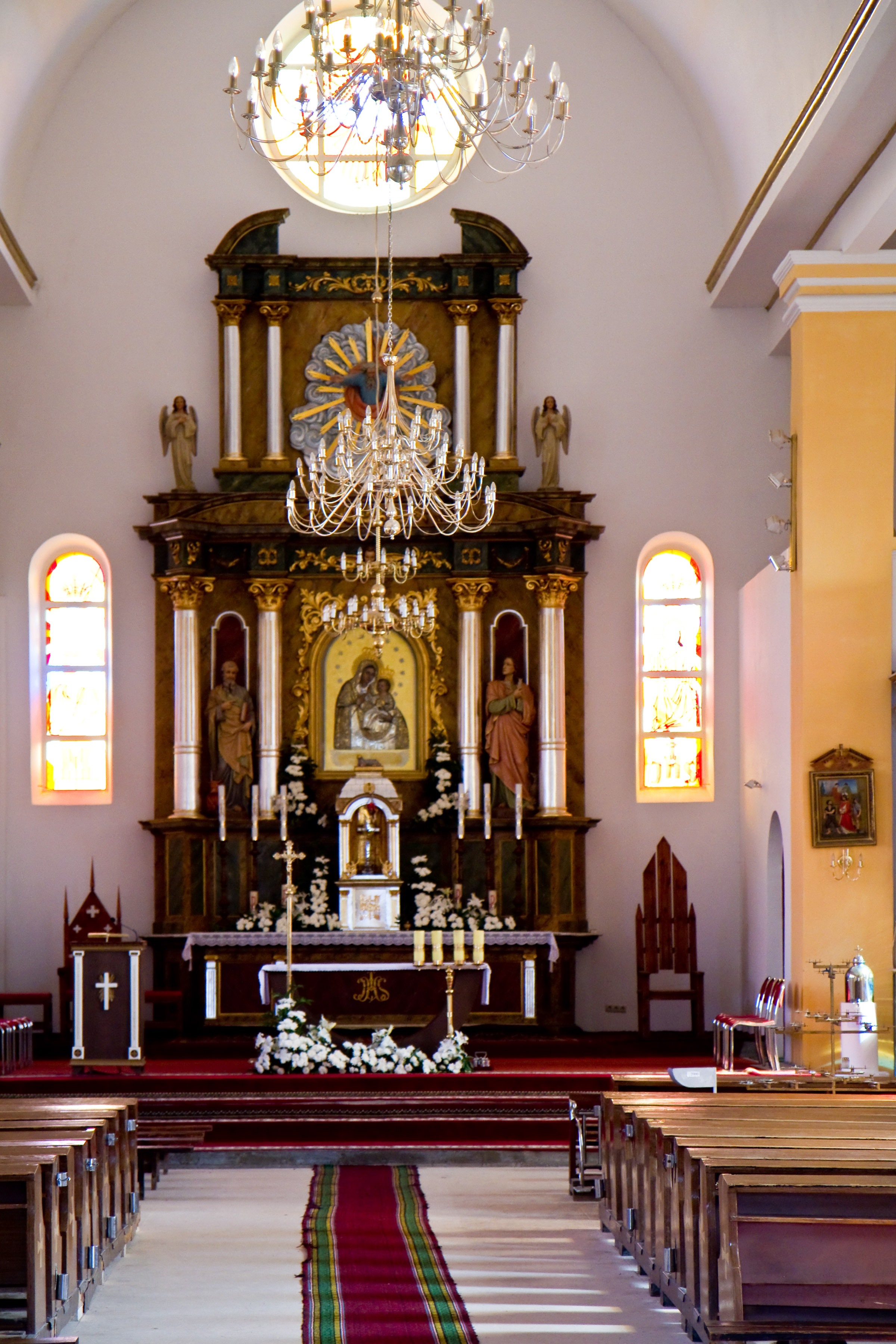
Головний вівтар з іконою

До особливого поширення культу ікони спричинився архімандрит Браславського василіянського монастиря Єронім Нерезій, який у 1774 році у Віленській василіянській друкарні видав книгу гомілій на честь Матері Божої, які він виголошував у стінах монастирського храму.
Трагічна доля василіянського монастиря відома з актів Вільнюського архіву. У 1832 році удар блискавки спричинив пожежу, яка знищила всі будівлі. Збереглася лише ікона Божої Матері. Місцева легенда стверджує, що монахи під час бурі самі підпалили свій монастир, побоюючись, що після скасування Василіянського Чину його передадуть православним. Вцілілу ікону помістили в браславській церкві. У 1999 році дієцезальний єпископ новоствореної Вітебської дієцезії Владислав Блін проголосив Браславську церкву Різдва Божої Матері санктуарієм Матері Божої Володарки озер.
У березні 2009 року папа Бенедикт XVI благословив корону для Браславської ікони. 22 серпня у Браславі архієпископ Кельнський кардинал Йоахим Майснер коронував папськими коронами чудотворну ікону Божої Матері Володарки озер. Це сьомий випадок коронування папськими коронами чудотворних ікон у римо-католицьких храмах Білорусі та перший на Вітебщині. Санктуарієм Матері Божої Володарки озер опікуються священники-сальваторіани.